# آرو (لوند)
آرو (به فرانسوی: Arue) یک کمون در فرانسه است که در canton of Roquefort واقع شده‌است. آرو ۴۸٫۱۱ کیلومتر مربع مساحت دارد.